# En Kalv slagtes
|  | Denne artikel er oprettet af botten Steenthbot ud fra en ekstern database. Den kan derfor have sproglige fejl eller mangler. Denne skabelon kan fjernes efter kontrol af indholdet. |

En Kalv slagtes er en dansk dokumentarisk optagelse fra 1929.

## Handling
Ansgaard, Kjølvrå, 28/6 1929.